# Ichneumon albiornatus
Ichneumon albiornatus är en stekelart som beskrevs av Peter Friedrich Ludwig Tischbein 1879. Ichneumon albiornatus ingår i släktet Ichneumon och familjen brokparasitsteklar. Arten är reproducerande i Sverige. Inga underarter finns listade i Catalogue of Life.